# 退化分布
数学の分野における退化分布（たいかぶんぷ、英: degenerate distribution）とは、ただ一つの値のみを取る確率変数の確率分布のことを言う。
例としては、両側とも表となっているコインや、すべての目が同じ値になっているサイコロなどが考えられる。この分布は、日常生活の言葉の意味としてのランダムではない様に思われるが、確率変数の定義を満たすものである。
退化分布は、実数直線上のある一点 k0 に配置される。
その確率質量関数は次のように与えられる：
{\displaystyle f(k;k_{0})=\left\{{\begin{matrix}1,&{\mbox{if }}k=k_{0}\\0,&{\mbox{if }}k\neq k_{0}\end{matrix}}\right.}
また、退化分布の累積分布関数は次のように与えられる：
{\displaystyle F(k;k_{0})=\left\{{\begin{matrix}1,&{\mbox{if }}k\geq k_{0}\\0,&{\mbox{if }}k<k_{0}\end{matrix}}\right.}

## 一定の確率変数
確率論における一定の確率変数（constant random variable）とは、起こる事象に拘わらずある一定の定数値を取り続ける離散確率変数のことを言う。他の値を取ることもあるが、そのような事象が起こる確率がゼロであるようなほとんど確実に一定の確率変数（almost surely constant variable）とは、厳密な意味で異なる概念である。一定の、あるいは、ほとんど確実に一定の確率変数は、確率論的な枠組みにおいて定数を扱う際に有用となる。
X: Ω → R を、確率空間 (Ω, P) 上で定義される確率変数とする。このとき、X がほとんど確実に一定の確率変数であるとは、
{\displaystyle \Pr(X=c)=1}
であるような {\displaystyle c\in \mathbb {R} } が存在することを言う。また、X が一定の確率変数であるとは、
{\displaystyle X(\omega )=c,\quad \forall \omega \in \Omega }
であるような {\displaystyle c\in \mathbb {R} } が存在することを言う。
一定の確率変数は、ほとんど確実に一定の確率変数であるが、その逆は成立しないことに注意されたい。なぜならば、ほとんど確実に一定の確率変数 X に対しては、X(γ) ≠ c であるような γ ∈ Ω が存在することもあるからである（しかし、Pr({γ}) = 0 すなわち Pr(X ≠ c) = 0 が必ず成り立つ）。
実践的な場面では、X が一定であるかほとんど確実に一定であるかの違いは重要ではない。なぜならば、X の確率質量関数 f(x) および累積分布関数 F(x) は、いずれの場合でも
{\displaystyle f(x)={\begin{cases}1,&x=c,\\0,&x\neq c\end{cases}}}
および
{\displaystyle F(x)={\begin{cases}1,&x\geq c,\\0,&x<c\end{cases}}}
となるからである。
関数 F(x) は階段関数、特にヘヴィサイドの階段関数の平行移動である。